# Ruisseau de la Motte
Le ruisseau de La Motte, ou ruisseau du Gué des Cens,  est un cours d'eau français qui coule dans le département du Loiret. C'est un affluent du Canal d'Orléans en rive droite, donc un sous-affluent de la Seine.

## Géographie
Ruisseau de La Motte présente une longueur de 10,7 kilomètres. Il prend sa source dans la commune de Châtenoy, à une altitude de 136 m, et se jette dans le Canal d'Orléans, dans la commune de Chailly-en-Gâtinais, à une altitude de 99 m. Le cours d'eau présente ainsi une pente hydraulique de 3,5 mm/m. Il s'écoule globalement du sud-ouest vers le nord-est.

### Communes traversées
Le ruisseau de La Motte traverse 5 communes, soit de l'amont vers l'aval :  Châtenoy, Coudroy, Noyers, Vieilles-Maisons-sur-Joudry, Chailly-en-Gâtinais

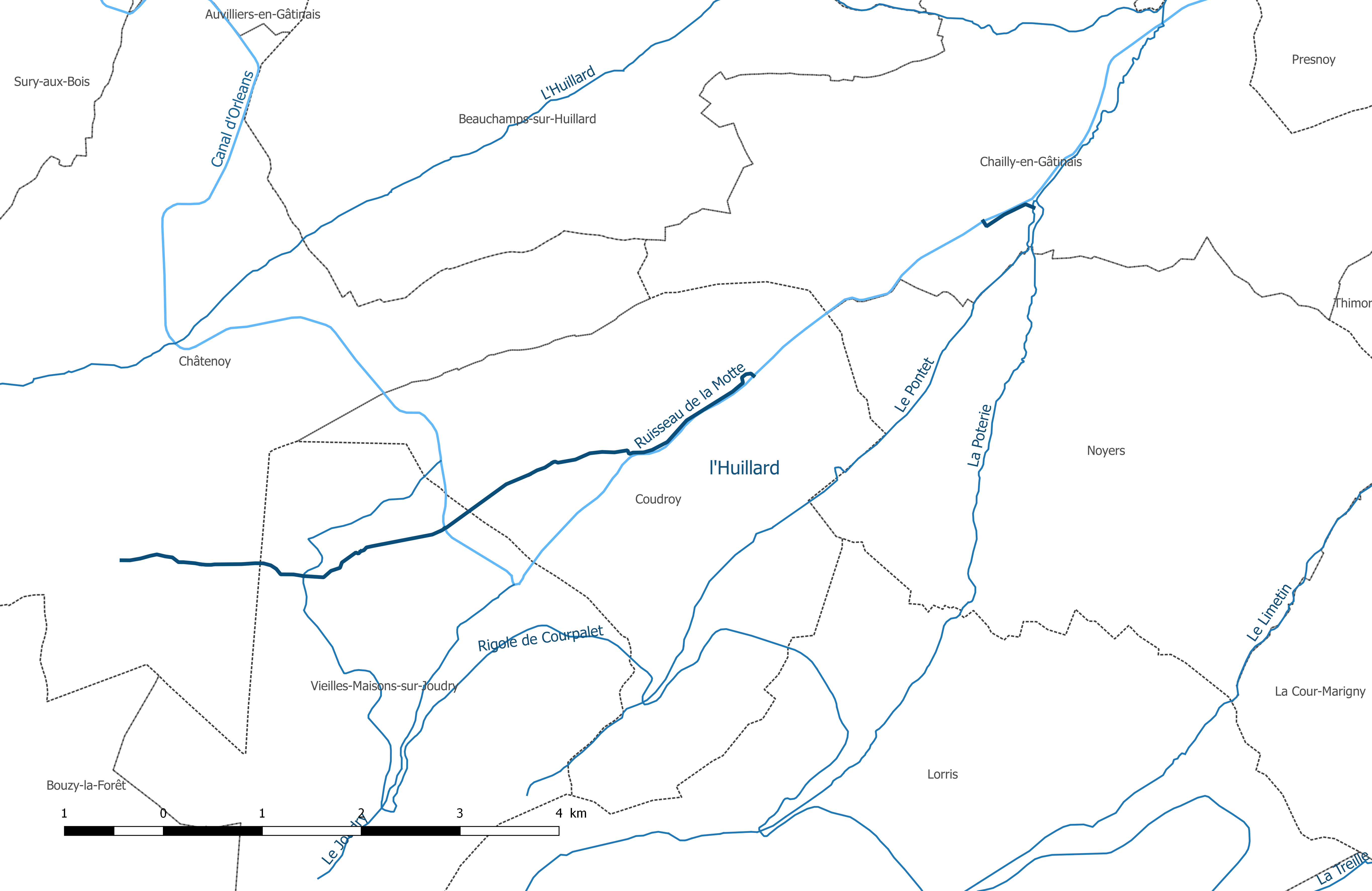
Cours d'eau Ruisseau de la Motte.

### Bassin versant
Son bassin versant correspond à la zone hydrographique « l'Huillard de sa source au confluent de la Bezonde (exclu) (F424) », au sein du bassin DCE plus large « La Seine et les cours d'eau côtiers normands ». Ce dernier s'étend sur 181 km2. Il est constitué à 65.33 % de « territoires agricoles », 32.18 % de « forêts et milieux semi-naturels » et à 1.82 % de « territoires artificialisés ».

### Affluents
- PK: 994549 - Rigole de Courpalet (F42-4202)[4]
- PK: 996133 - Canal d'Orleans (----0352)[5]

## Pêche et peuplements piscicoles
La catégorie piscicole est un classement juridique des cours d'eau en fonction des groupes de poissons dominants. Un arrêté réglementaire préfectoral permanent reprend l’ensemble des dispositions applicables en matière de pêche dans le département du Loiret en les différenciant selon les catégories piscicoles. Ruisseau de La Motte est classé en deuxième catégorie, c'est-à-dire que l'espèce biologique dominante est constituée essentiellement de poissons blancs (cyprinidés) (donc rivière cyprinicole) et de carnassiers (brochet, sandre et perche).

## Gouvernance

### Échelle du bassin
En France, la gestion de l’eau, soumise à une législation nationale et à des directives européennes, se décline par bassin hydrographique, au nombre de sept en France métropolitaine, échelle cohérente écologiquement et adaptée à une gestion des ressources en eau. Le ruisseau de La Motte est sur le territoire du bassin Seine-Normandie et l'organisme de gestion à l'échelle du bassin est l'agence de l'eau Seine-Normandie.

### Échelle locale
En 2017, le ruisseau de la Motte était géré au niveau local par le Syndicat mixte de la Vallée du Loing.